# Friedrich Scheiner
Friedrich Scheiner (* 3. Dezember 1923 in Suchental, Tschechoslowakei; † 16. August 1985 in Melk) war langjähriger Direktor des Bundesgymnasiums Hollabrunn.

## Leben
Der Sohn eines Graphikers und Kunstmalers legte seine Reifeprüfung 1942 am Freiherr-von-Fletcher-Realgymnasium in Dresden ab und studierte bis 1949 Anglistik und Germanistik auf Lehramt. 1950 promovierte er mit einer Arbeit zum dramatischen Aufbau von Richard Wagners Lohengrin. 1950 bis 1977 war er Lehrer am Stiftsgymnasium Melk und am Bundesgymnasium St. Pölten, bevor er 1977 Direktor des Bundesgymnasiums und Bundesrealgymnasiums Hollabrunn wurde. Er trat 1984 in den Ruhestand und starb 1985 an Krebs.
Er war verheiratet und hatte drei Kinder.

## Auszeichnungen
- 1971: Silbernes Ehrenzeichen für Verdienste um das Bundesland Niederösterreich
- 1975: Verleihung des Titels Oberstudienrat
- 1983: Verleihung des Titels Hofrat
- 1985: Großes Ehrenzeichen für Verdienste um das Bundesland Niederösterreich
- 1985: Goldenes Ehrenzeichen für Verdienste um die Republik Österreich
- 1985: Orden vom Heiligen Silvester

## Quelle
- Günther Böck, Viktor Scheibenreiter: Fides usque ad mortem – Kurzbiografien verstorbener Arminen, 1919-1930, Verlag Böck, Hollabrunn 1990

| Personendaten    | Personendaten               |
| ---------------- | --------------------------- |
| NAME             | Scheiner, Friedrich         |
| KURZBESCHREIBUNG | österreichischer Beamter    |
| GEBURTSDATUM     | 3. Dezember 1923            |
| GEBURTSORT       | Suchental, Tschechoslowakei |
| STERBEDATUM      | 16. August 1985             |
| STERBEORT        | Melk                        |